# Дамјан Рудеж
Дамјан Рудеж (Загреб, 17. јун 1986) је бивши хрватски кошаркаш. Играо је на позицији крилног центра. 

## Каријера
Каријеру је почео у екипи Зрињевца да би 2004. прешао у белгијски Остенде. Две године касније се вратио у Хрватску и потписао за Сплит у којем проводи наредне две сезоне. Након тога је играо у Јадранској лиги још за Унион Олимпију, Цедевиту и Цибону. Од 2012. до 2014. је наступао у шпанској АЦБ лиги за екипу Сарагосе. У јулу 2014. одлази у НБА лигу и потписује уговор са Индијана пејсерсима. Након једне сезоне у Пејсерсима, мењан је у Минесота тимбервулвсе а затим је провео и годину дана у екипи Орландо меџика. Вратио се 2017. у европску кошарку и потписао за Валенсију. Играо је затим и за Монако, Мурсију и Донар након чега је завршио каријеру 2021. године.
Са репрезентацијом Хрватске је наступао на Олимпијским играма 2008, Светском првенству 2014. и на три Европска првенства 2011, 2013. и 2015.

## Успеси

### Клупски
- Унион Олимпија:
  - Првенство Словеније (1): 2008/09.
  - Куп Словеније (1): 2009.

- Цибона:
  - Првенство Хрватске (1): 2011/12.

### Појединачни
- Најкориснији играч кола Еврокупа (2): 2010/11.
- Учесник Ол-стар утакмице Првенства Хрватске (3): 2007, 2008, 2010.
- Учесник Ол-стар утакмице Јадранске лиге (1): 2008.